# دیرک هانمان
دیرک هانمان (انگلیسی: Dirk Hannemann؛ زادهٔ ۱۱ اوت ۱۹۷۰) بازیکن فوتبال اهل آلمان است.
از باشگاه‌هایی که در آن بازی کرده‌است می‌توان به باشگاه فوتبال رید، باشگاه فوتبال لوکوموتیو لایپزیگ، باشگاه فوتبال ماگدبورگ ۱، باشگاه فوتبال هالشر، باشگاه فوتبال هانزا روستوک، و باشگاه فوتبال دویسبورگ اشاره کرد.